# مجلس وزراء كوريا الشمالية
مجلس وزراء كوريا الشمالية هو الجهاز الإداري والتنفيذي وجهاز إدارة الدولة العام في حكومة كوريا الشمالية وفقًا لدستور كوريا الشمالية.

## تاريخ
في أول دستور لكوريا الشمالية في عام 1948، أسندت السلطات التنفيذية إلى مجلس الوزراء برئاسة كيم إيل سونغ.
شهد دستور عام 1972 إنشاء منصب رئيس كوريا الشمالية الذي قاد الفرع التنفيذي، وتم تقسيم مجلس الوزراء إلى لجنتين: اللجنة الشعبية المركزية ومجلس إدارة الدولة. قدمت اللجنة الشعبية المركزية أعلى رابط مؤسسي مرئي بين الحكومة والحزب وعملت في الواقع كمجلس وزاري كبير بحكم الواقع. طبقاً لدستور عام 1972، مارست اللجنة الشعبية المركزية وظائف وصلاحيات مختلفة مثل رسم السياسات الداخلية والخارجية للدولة وتوجيه عمل مجلس الإدارة واللجنة الشعبية بالمحافظة والإشراف على تنفيذ دستور وقوانين ومراسيم الدولة. يقوم مجلس الشعب الأعلى بإنشاء أو إلغاء الوزارات والهيئات التنفيذية لمجلس الإدارة وتعيين أو عزل نواب رئيس الوزراء والوزراء وغيرهم من أعضاء مجلس الإدارة، وكذلك إعلان حالة الحرب وسن أوامر التعبئة في حالة الطوارئ. أعطت المادة 104 السلطة للحزب الشيوعي الصيني لإصدار المراسيم والقرارات وإصدار التوجيهات.

## التعيين
يٌعين مجلس الوزراء ويخضع للمساءلة أمام البرلمان الكوري الشمالي المكون من مجلس واحد. يختار البرلمان رئيس وزراء كوريا الشمالية ويعين ثلاثة نواب لرئيس الوزراء ووزراء في مجلس الوزراء. جميع أعضاء مجلس الوزراء هم أعضاء في حزب العمال الكوري الذي يحكم البلاد منذ تأسيسها في عام 1948. منذ عام 2000 شغل حوالي 260 شخصًا منصب وزير، ست منهم من النساء.

## السلطات والمسؤوليات
بصفته الفرع التنفيذي لدولة كوريا الشمالية، يتولى مجلس الوزراء مسؤولية تنفيذ السياسات الاقتصادية للدولة وفقًا لتوجيهات حزب العمال. كما ان مجلس الوزراء غير مسؤول عن قضايا الدفاع والأمن، حيث يتم التعامل معها من قبل لجنة شؤون الدولة. وبالتالي فإن المؤسسات الأمنية مثل الجيش الشعبي الكوري ووزارة الضمان الاجتماعي وإدارة أمن الدولة تخضع مباشرة للجنة شؤون الدولة، التي يتمتع رئيسها بالسلطة الكاملة بصفته القائد الأعلى للجمهورية والحزب والقائد العام لجميع القوات النظامية. يعقد مجلس الوزراء جلسة عامة واجتماع تنفيذي، ويتكون الاجتماع العام من جميع أعضاء مجلس الوزراء، في حين أن الاجتماع التنفيذي هو شكل من هيئة رئاسة تتألف من عدد قليل من الأشخاص بمن فيهم رئيس الوزراء ونائب رئيس الوزراء وأعضاء مجلس الوزراء الآخرين الذين يرشحهم رئيس الوزراء. يعمل مجلس الوزراء في شكل قرارات وتوجيهات.

## التشكيل الوزاري
منذ 17 يناير 2021 يتألف مجلس الوزراء مما يلي:
| الوزير | الوزير                     | الحزب سياسي | الحزب سياسي       | المنصب                                                                                 | المرجع |
| ------ | -------------------------- | ----------- | ----------------- | -------------------------------------------------------------------------------------- | ------ |
|        | كيم توك هون                |             | حزب العمال الكوري | - رئيس الوزراء                                                                         |        |
|        | باك جونغ غون               |             | حزب العمال الكوري | - نائب رئيس مجلس الدولة - رئيس لجنة تخطيط الدولة                                       |        |
|        | جون هيون تشول              |             | حزب العمال الكوري | - نائب رئيس مجلس الدولة                                                                |        |
|        | كيم سونغ ريونغ             |             | حزب العمال الكوري | - نائب رئيس مجلس الدولة                                                                |        |
|        | ري سونغ هوك                |             | حزب العمال الكوري | - نائب رئيس مجلس الدولة                                                                |        |
|        | باك هون                    |             | حزب العمال الكوري | - نائب رئيس مجلس الدولة                                                                |        |
|        | جو تشول جيو                |             | حزب العمال الكوري | - نائب رئيس مجلس الدولة - وزير الزراعة                                                 |        |
|        | كيم كوم تشول               |             | حزب العمال الكوري | - الأمين العام                                                                         |        |
|        | ري سون غون                 |             | حزب العمال الكوري | - وزارة الخارجية                                                                       |        |
|        | كيم يو إيل                 |             | حزب العمال الكوري | - وزير صناعة الطاقة الكهربائية                                                         |        |
|        | جون هاك تشول               |             | حزب العمال الكوري | - وزير صناعة الفحم                                                                     |        |
|        | كيم تشونغ غول              |             | حزب العمال الكوري | - وزير الصناعة المعدنية                                                                |        |
|        | ما جونغ سون                |             | حزب العمال الكوري | - وزير الصناعة الكيماوية                                                               |        |
|        | جانغ تشونغ سونغ            |             | حزب العمال الكوري | - وزير السكك الحديدية                                                                  |        |
|        | كانغ جونغ جوان             |             | حزب العمال الكوري | - وزير النقل البري والبحري                                                             |        |
|        | كيم تشول سو                |             | حزب العمال الكوري | - وزير صناعة التعدين                                                                   |        |
|        | كيم تشونغ سونغ             |             | حزب العمال الكوري | - وزير الدولة لتنمية الموارد الطبيعية                                                  |        |
|        | كو كيل سون                 |             | حزب العمال الكوري | - وزير صناعة النفط                                                                     |        |
|        | هان ريونغ غوك              |             | حزب العمال الكوري | - وزير الغابات                                                                         |        |
|        | يانغ سونغ هو               |             | حزب العمال الكوري | - وزير صناعة الآلات                                                                    |        |
|        | كانغ تشول غو               |             | حزب العمال الكوري | - وزير بناء السفن                                                                      |        |
|        | وانغ تشانغ المملكة المتحدة |             | حزب العمال الكوري | - وزير صناعة الطاقة النووية                                                            |        |
|        | كيم جاي سونغ               |             | حزب العمال الكوري | - وزير صناعة الالكترونيات                                                              |        |
|        | جو يونغ إيل                |             | حزب العمال الكوري | - وزير البريد والاتصالات                                                               |        |
|        | لذا جونغ جين               |             | حزب العمال الكوري | - وزير البناء وصناعة مواد البناء                                                       |        |
|        | ري هيوك-جوون               |             | حزب العمال الكوري | - وزير الدولة للرقابة على البناء                                                       |        |
|        | جانغ كيونغ إيل             |             | حزب العمال الكوري | - وزير الصناعة الخفيفة                                                                 |        |
|        | جو يونغ تشول               |             | حزب العمال الكوري | - وزير الصناعة المحلية                                                                 |        |
|        | ري كانغ سون                |             |                   | - وزير صناعة السلع الاستهلاكية                                                         |        |
|        | سونغ تشون سوب              |             | حزب العمال الكوري | - وزير الثروة السمكية                                                                  |        |
|        | كو جونغ بوم                |             | حزب العمال الكوري | - وزير المالية                                                                         |        |
|        | جين كوم سونغ               |             | حزب العمال الكوري | - وزير العمل                                                                           |        |
|        | يون جونغ هو                |             | حزب العمال الكوري | - وزير العلاقات الاقتصادية الخارجية                                                    |        |
|        | ري تشونغ جيل               |             | حزب العمال الكوري | - رئيس لجنة الدولة للعلوم والتكنولوجيا                                                 |        |
|        | كيم سونغ جين               |             | حزب العمال الكوري | - رئيس أكاديمية كوريا الشمالية للعلوم                                                  |        |
|        | كيم كيونغ جون              |             | حزب العمال الكوري | - وزير الأراضي وحماية البيئة - مدير مكتب الإشراف على سياسة الغابات في هيئة شؤون الدولة |        |
|        | ايم كيونغ جاي              |             | حزب العمال الكوري | - وزير الإدارة الحضرية                                                                 |        |
|        | مون أونغ-جو                |             | حزب العمال الكوري | - وزير المشتريات والادارة الغذائية                                                     |        |
|        | باك هيوك تشول              |             | حزب العمال الكوري | - وزير التجارة                                                                         |        |
|        | كيم سونغ دو                |             | حزب العمال الكوري | - رئيس لجنة التربية والتعليم                                                           |        |
|        | تشوي سانغ جون              |             | حزب العمال الكوري | - رئيس جامعة كيم ايل سونغ - وزير التعليم العالي                                        |        |
|        | تشوي كيونج تشول            |             | حزب العمال الكوري | - وزير الصحة العامة                                                                    |        |
|        | سونغ جونغ كيو              |             | حزب العمال الكوري | - وزير الثقافة                                                                         |        |
|        | كيم ايل جوك                |             | حزب العمال الكوري | - وزير الثقافة البدنية والرياضة                                                        |        |
|        | تشوي سونغ هوك              |             | حزب العمال الكوري | - رئيس البنك المركزي                                                                   |        |
|        | ري تشول سان                |             | حزب العمال الكوري | - مدير الجهاز المركزي للإحصاء                                                          |        |